# Hamlet (film 1996)
Hamlet è un film del 1996 diretto da Kenneth Branagh, basato sull'omonima tragedia di William Shakespeare.
È stato presentato fuori concorso al Festival di Cannes 1997.

## Trama
Elsinore, Danimarca. In un tempo imprecisato che sembra essere un oscuro XIX secolo, il principe Amleto scopre che il padre è stato ucciso dallo zio Claudio che, sposando la vedova Gertrude, ha ereditato il trono. Amleto decide quindi di fingersi pazzo per preparare la sua vendetta.

## Cast
In ruoli minori, numerose stelle internazionali (Charlton Heston, Robin Williams; Jack Lemmon, Billy Crystal, Gérard Depardieu). Piccolissime apparizioni anche per John Mills (il re di Norvegia), Sir Richard Attenborough, John Gielgud e Judi Dench (Priamo ed Ecuba immaginati da Amleto).
L'attore Derek Jacobi aveva già partecipato a una versione di Amleto per la televisione, per la BBC Television Shakespeare ed aveva proprio il ruolo del protagonista.

## Riconoscimenti
1997 - Premio Oscar
- Nomination Migliore sceneggiatura non originale a Kenneth Branagh
- Nomination Migliore scenografia a Tim Harvey
- Nomination Migliori costumi a Alexandra Byrne
- Nomination Migliore colonna sonora a Patrick Doyle

1997 - Premio BAFTA
- Nomination Migliore scenografia a Tim Harvey
- Nomination Migliori costumi a Alexandra Byrne

1996 - San Diego Film Critics Society Awards
- Miglior attore a Kenneth Branagh